# Drapeau de l'Auvergne
Le drapeau de l'Auvergne, parfois nommé le gonfanon d'Auvergne, est le drapeau de l'Auvergne, région culturelle et historique.

## Histoire

### Aux origines: Le gonfanon

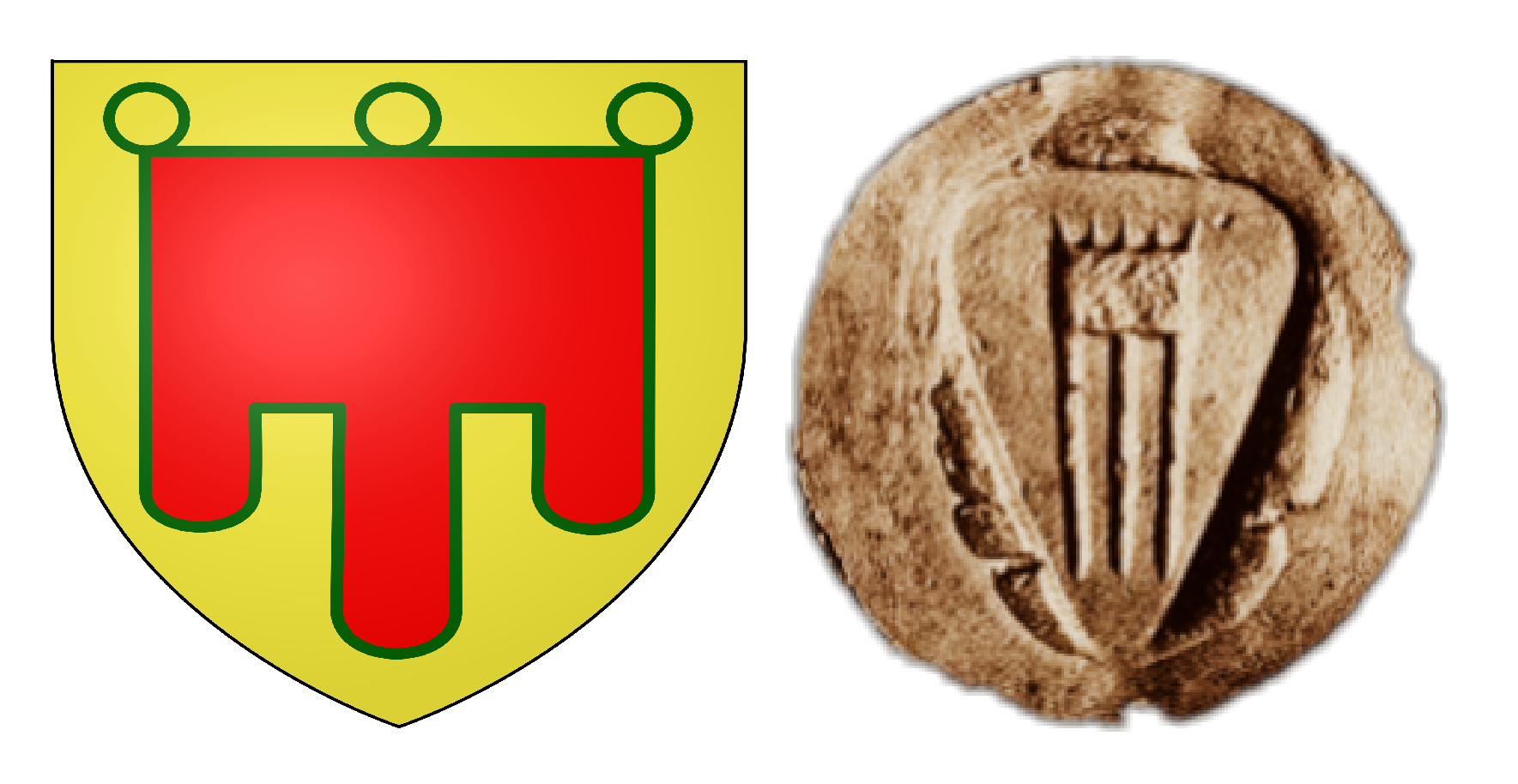
Armes du comte Robert IV d'Auvergne (XIIe siècle).

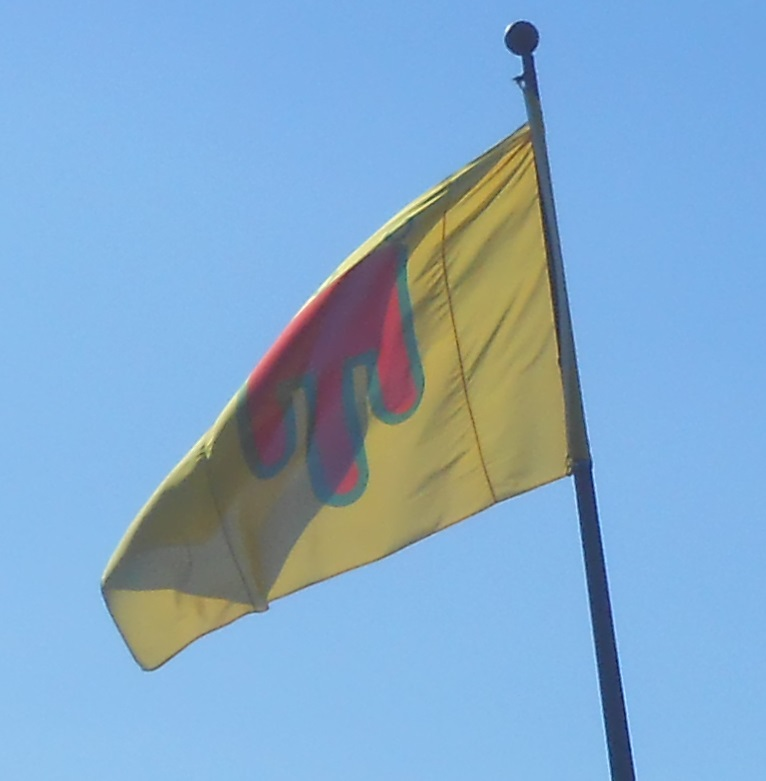
Drapeau de l'Auvergne à l'entrée de Châtel-Guyon.

Le drapeau auvergnat voit ses origines dans le blason de l'Auvergne, le gonfanon, apparu à l'époque médiévale, et en est l'adaptation vexillologique.
Le blason de l'Auvergne, d’or au gonfanon de gueules bordé de sinople, a été pris par les comtes d'Auvergne depuis au moins le XIIe siècle, les sceaux et l'iconographie des comtes Robert IV et Guy II présentant déjà le gonfanon pour emblème de l'Auvergne. L'origine de cet emblème n'est pas certaine. Il pourrait également s'agir de la bannière de l'abbé d’Aurillac autour de laquelle se rallièrent les chevaliers de la nation d'Auvergne lors de la conquête de Jérusalem[réf. nécessaire].